# گریس کلینتون
گریس کلینتون (انگلیسی: Grace Clinton؛ زادهٔ ۳۱ مارس ۲۰۰۳) بازیکن فوتبال اهل انگلستان است که در پست هافبک برای باشگاه تاتنهام هاتسپر در سوپر لیگ زنان انگلیس (WSL) به صورت قرضی از منچستریونایتد  بازی می‌کند.
وی همچنین در تیم‌های ملی فوتبال زیر ۱۷ سال زنان انگلستان, زیر ۱۹ سال زنان انگلستان, زیر ۲۳ سال زنان انگلستان، و زنان انگلستان بازی کرده است.